# هربرت هارسنیپ
هربرت هارسنیپ (انگلیسی: Herbert Haresnape; ۲ ژوئیهٔ ۱۸۸۰ – ۱۷ دسامبر ۱۹۶۲) شناگر اهل بریتانیا بود.
وی در مسابقات کشوری و بین‌المللی در مجموع برندهٔ ۱ مدال برنز شده‌است.